# Анапскаја
Анапскаја (рус. Анапская) насељено је место руралног типа (станица) на југозападу европског дела Руске Федерације. Налази се у западном делу Краснодарске покрајине и административно припада њеном Анапском градском округу.
Према подацима националне статистичке службе РФ за 2010, станица је имала 16.417 становника и била је друго по величини насеље у припадајућем округу.

## Географија
Станица Анапскаја се налази у западном делу Краснодарске покрајине на свега 2 километра источно од града Анапе, односно на 6 км источније од обале Црног мора. Село је удаљено неких 130 км западно од града Краснодара.

## Историја
Насеље су 1836. основали козачки досељеници и првобитно су му дали име Николајевскаја, у част руског императора Николаја I Павловича. Међутим насеље је већ 1854, након мање од две деценије постојања, напуштено, да би поново било основано 1862. године под садашњим називом.

## Демографија
Према подацима са пописа становништва 2010. у селу је живело 16.417 становника.
| 1979.  | 2002.  | 2010.  |
| ------ | ------ | ------ |
| 10.802 | 13.787 | 16.417 |